# Stazione di Minami Settsu
La stazione di Minami-Settsu (南摂津駅?, Minami-Settsu-eki) è una stazione della Monorotaia di Ōsaka situata nella città di Settsu. La stazione è segnalata dal numero (22).